# Vincenzo da Via Anfossi
Vincenzo da Via Anfossi, pseudonimo di Vincenzo De Cesare (Milano, 22 gennaio 1972), è un rapper italiano.
Oltre che con lo pseudonimo Vincenzo da Via Anfossi (che deriva dal nome della strada di Milano dove si trova il complesso di case popolari nel quale abita), l'artista è anche noto come Enz Benz o Aken.

## Biografia

### Primi anni
Nato nel 1972 a Milano, appartenente ad una famiglia numerosa i cui genitori erano di origini calabresi, motivo per il quale Vincenzo nonostante abbia sempre vissuto in via Anfossi a Milano, ha passato gran parte della sua infanzia a Bianco (RC). Si è diplomato al liceo artistico di via Hajech di Milano per poi laurearsi in architettura presso il Politecnico di Milano.

### Carriera
Vincenzo comincia la sua carriera come B-Boy a metà degli anni ottanta, presso il celebre Muretto di Largo Corsia dei Servi a Milano, dove pur non appartenendo a nessun gruppo artistico si diletta nell'arte del graffitismo, firmandosi con la tag Aken. A metà degli anni novanta entra a far parte della crew 16K.
Nel 1998 entra a far parte dell'Armata 16, gruppo musicale formatosi all'interno della 16K, e mette in mostra le sue doti di rapper soprattutto nell'album pubblicato dal gruppo nel 1999, Spiriti liberi. Dopo questa breve esperienza collabora con i Club Dogo con i quali inizia una collaborazione che porterà alla formazione e creazione di un collettivo musicale noto con il nome Dogo Gang e, dopo svariate collaborazioni con membri interni o esterni alla crew, pubblica il suo primo lavoro solista, L'ora d'aria, distribuito dalla Universal e prodotto da Don Joe e Deleterio, entrambi della Dogo Gang; questo album riceve ben due premi come "miglior disco 2008" e "miglior artista indipendente 2008" al Meeting delle etichette indipendenti. Nel 2008 collabora con Marracash in un tour che lo vedrà impegnato fino ad agosto del 2009. Sempre con Marracash ha partecipato alla selezione per gli MTV Europe Music Awards assieme a Finley, Baustelle, Fabri Fibra e Sonohra come migliore artista per l'Italia per l'anno 2008.
Nel 2010 ha collaborato con Fedez e Dynamite alla traccia Diss-Agio, contenuto nell'EP omonimo. Nel 2011 è stato caricato su YouTube il video della canzone A chi tocca tocca, in cui Enz Benz è solista. Il 19 settembre 2013 è stato pubblicato l'audio di Murcielago, brano realizzato con Guè.

## Discografia

### Da solista
- 2008 – L'ora d'aria
- 2014 – V.I.P. - Vera impronta popolare

### Con gli Armata 16
- 1999 – Spiriti liberi

### Con la Dogo Gang
- 2005 – Roccia Music I
- 2008 – Benvenuti nella giungla

### Collaborazioni e altro
- 2003 – Club Dogo feat. Vincenzo da Via Anfossi - Sangue e filigrana (da Mi fist)
- 2003 – Club Dogo feat. Vincenzo da Via Anfossi - Phra (da Mi fist)
- 2004 – Tuer feat. Vincenzo da Via Anfossi - A pieni polmoni (da EP)
- 2004 – Club Dogo feat. Vincenzo da Via Anfossi - La triade (da PMC VS Club Dogo - The Official Mixtape)
- 2004 – Club Dogo feat. Vincenzo da Via Anfossi e Marracash - Tutto il mondo (da PMC VS Club Dogo - The Official Mixtape)
- 2005 – Don Joe e Grand Argent feat. Ask, Vincenzo da Via Anfossi e Marracash - Hustlebound (da Regular)
- 2005 – Guè e Deleterio feat. Vincenzo da Via Anfossi e Marracash - Che nessuno si muova (da Hashishinz Sound Vol. 1)
- 2005 – Guè feat. Vincenzo da Via Anfossi, Marracash e Jake La Furia - Boss! (da Hashishinz Sound Vol. 1)
- 2006 – Rischio feat. Jake La Furia, Marracash e Vincenzo da Via Anfossi - Il giustiziere della notte (da Reloaded - Lo spettacolo è finito Pt. 2)
- 2006 – Thug Team feat. Marracash e Vincenzo da Via Anfossi - Grossi calibri (da Strategie)
- 2006 – Club Dogo feat. Mc Mars e Vincenzo da Via Anfossi - Don't Test (da Penna capitale)
- 2006 – Gel e Metal Carter feat. Guè, Vincenzo da Via Anfossi e Julia - Lavaggio del cervello (da I più corrotti)
- 2007 – EnMiCasa feat. Club Dogo, Marracash e Vincenzo da Via Anfossi - La gente fa... (da Senza respiro)
- 2007 – Ted Bundy feat. Marracash e Vincenzo da Via Anfossi - Che ne sai della gang (da Molotov Cocktail)
- 2007 – Noyz Narcos feat.Guè e Vincenzo da Via Anfossi - Real TV (da Verano zombie)
- 2007 – Space One feat. Club Dogo, Marracash e Vincenzo da Via Anfossi - Pallottole nella lettera (da Il ritorno)
- 2007 – Club Dogo feat. Marracash e Vincenzo da Via Anfossi - Puro Bogotà (da Vile denaro)
- 2007 – Fuossera feat. Marracash e Vincenzo da Via Anfossi - Solo andata (da Spirito e materia)
- 2007 – Montenero feat. Don Joe e Vincenzo da Via Anfossi - No so niente (da Milano spara)
- 2007 – Montenero feat. Don Joe e Vincenzo da Via Anfossi - Così e basta (da Milano spara)
- 2008 – Marracash feat. Vincenzo da Via Anfossi e Jake La Furia - Quello che deve arrivare - Arriva arriva (da Marracash)
- 2008 – Sgarra feat. Jake La Furia e Vincenzo da Via Anfossi - Sub Zero (da Disco imperiale)
- 2008 – Sgarra feat. Vincenzo da Via Anfossi - Libero arbitrio (Jake La Furia - da Disco imperiale)
- 2008 – Fabri Fibra feat. Vincenzo da Via Anfossi - In Calabria (In Italia Remix)
- 2009 – Fabri Fibra feat. Vincenzo da Via Anfossi - Extralarge (da Chi vuole essere Fabri Fibra?)
- 2009 – Caneda feat. Vincenzo da Via Anfossi, Guè - Icaro (Remix)
- 2009 – Club Dogo feat. Infamous Mobb, Vincenzo da Via Anfossi, Montenero - Infamous Gang (da Dogocrazia)
- 2010 – Fedez e Dynamite feat. Vincenzo da Via Anfossi - Diss-Agio (da Diss-Agio EP)
- 2011 – Vincenzo da Via Anfossi - A chi tocca tocca (singolo)
- 2011 – Fedez feat. Vincenzo da Via Anfossi e Caneda - Mollami (da Tutto il contrario Remixtape)
- 2011 – Guè feat. Vincenzo da Via Anfossi e Montenero - Grezzo (da Il ragazzo d'oro)
- 2011 – Shablo e Don Joe feat. Ted Bundy, Royal Mehdi, Rischio e Vincenzo da Via Anfossi - Grand Prix (da Thori & Rocce)
- 2011 – Marracash feat. Vincenzo da Via Anfossi - Fiaba di strada (da Roccia Music II)
- 2011 – Fedez feat. Ghali Foh e Vincenzo da Via Anfossi - Giorni da (Il mio primo disco da venduto)
- 2013 – Gotik e Romeo feat. Vincenzo da Via Anfossi - Galera
- 2013 – Denny Lahome, Fedez, Sick il Magro, Ted Bee feat. Vincenzo da Via Anfossi - Vai a fare in culo (da Chiamami Mixtape Vol. 2)
- 2014 – Guè feat. Vincenzo da Via Anfossi - Si sboccia Remix (da Bravo ragazzo - Royal Edition)
- 2021 – Don Joe feat. Dogo Gang - Dogo Gang Bang (da Milano soprano)